# Alarum
Ne doit pas être confondu avec Alarum (film).
Alarum est un groupe de metal progressif et death metal technique australien, originaire de Melbourne. Il mêle dans ses compositions death metal et jazz fusion. Le travail d'Alarum est très inspiré des productions du groupe Cynic, un des premiers groupes à mêler ces deux genres musicaux.
Leur premier album, Fluid Motion, est auto-publié en 1998. Leur deuxième album, Eventuality..., est publié en Australie et aux États-Unis par le label Willowtip Records en octobre 2004 et en Europe par Earache Records en juin 2005. Entre avril et juin 2006, Alarum tourne aux États-Unis avec Necrophagist, Arsis, Cattle Decapitation et Neuraxis. Ils tournent ensuite au Royaume-Uni et en Irlande avec Obituary. Leur troisième album, Natural Causes, est publié en Austraie et aux États-Unis en octobre 2011 et en Europe en janvier 2012.

## Biographie
Alarum est formé en 1992 à Melbourne. La formation originale comprend Matthew Racovalis à la batterie, Mark A Evans et Christian Broome à la guitare, et Stephen Wattie à la basse. Wattie et Broome quittent peu après le groupe,. En 1994, Racovalis et Evans sont rejoints par Luke Morris au chant et Lester Perry à la basse pour enregistrer la chanson Silence, qui est produite par Gary McKenzie ; elle apparait sur la compilation Death Down Under (1994), au label Def label.
À la fin de 1995, le format comprend Racovalis, Evans, Mark Palfreyman à la base et au chant, et Scott Young à la guitare,. Alarum est stylistiquement similaire aux groupes du début des années 1990 comme Atheist et Cynic. Le premier album d'Alarum, Fluid Motion, est auto-publié en 1998 au label Prey Music. Il est enregistré entre août et septembre 1997 au Back Beach Studio à Rye. La production est effectuée par Alarum et DW Norton (guitariste de Superheist). Christian Renner de The Metal Crypt décrit Fluid Motion comme oscillant « des riffs thrsh hardcore vers un riff presque simplement orienté jazz. »
Leur deuxième album, Eventuality..., est publié en Australie et aux États-Unis par Willowtip Records en octobre 2004 et en Europe par le label Earache Records en juin 2005. L'album est enregistré en 2004 au même studio de Rye avec cette fois Alarum et Theron Rennison à la coproduction,.

## Membres

### Membres actuels
- Mark Palfreyman – basse, chant solo (depuis 1995)
- Scott Young – guitare (1995-2007, depuis 2013)
- Rob Brens – batterie (depuis 2007)
- John Sanders – guitare, chœurs (depuis 2011)

### Anciens membres
- Ryan Williams – guitare live (2009–2011), guitar (2011–2013)
- Mark Evans – guitare, synthétiseur (1992–2011)
- Matthew Racovalis – batterie (1992–2007)
- Luke Morris – chant (1994)
- Lester Perry – basse (1994)

## Discographie
- Another World (demo)
- Blueprint (demo)
- 1998 : Fluid Motion
- 2004 : Eventuality...
- 2011 : Natural Causes